# Mennen
Mennen es una línea de cuidado para bebés que incluye aceite, talco, crema, loción, jabón y champú, vendido en tiendas departamentales en más de 200 países. Actualmente es fabricado por Colgate-Palmolive y forma parte de una de las marcas para bebés más importante junto con Curity.

## Historia
En 1878 Gerhard Heinrich Mennen fundó la compañía Mennen en New Jersey.
Para 1992 la empresa comercializaba productos farmacéuticos y de cuidado personal como Skin Bracer, Speed Stick, Lady Speed Stick y Teen Spirit.
En ese mismo año la familia Mennen vende la empresa a Colgate-Palmolive, quien vivía un momento de innovación y desarrollo de nuevos productos, por lo que la compra de dicha compañía representaba la oportunidad de incursionar en diferentes segmentos de mercado.
Actualmente los desodorantes no llevan la leyenda "By Mennen" y son exclusivamente de Colgate-Palmolive, mientras que los productos para bebé "Baby Magic" se mantuvieron con la marca de "Mennen".

## Productos
Dentro de los productos que se manejan bajo el marca de Mennen son:
| Producto | Variante                 |
| -------- | ------------------------ |
| Aceite   | Regular                  |
| Aceite   | Sábila                   |
| Aceite   | Avena y vitamina E       |
| Talco    | Azul                     |
| Talco    | Rosa                     |
| Talco    | Avena y vitamina E       |
| Crema    | Azul                     |
| Crema    | Rosa                     |
| Crema    | Avena y vitamina E       |
| Crema    | Sábila y protector solar |
| Loción   | Unisex                   |
| Jabón    | Neutro                   |
| Jabón    | Avena y vitamina E       |
| Shampoo  | Manzanilla               |